# 图坦维尔
图坦维尔（法語：Toutainville，法語發音：[tutɛ̃vil]）是法国厄尔省的一个市镇，属于贝尔奈区。

## 地理
图坦维尔（49°21'49"N, 0°27'44"E）面积11.85 平方千米，位于法国诺曼底大区厄尔省，该省份为法国北部内陆省份，北起滨海塞纳省，西接奧恩省和卡爾瓦多斯省，南至厄尔-卢瓦省，东临瓦兹省、瓦兹河谷省和伊夫林省。
图坦维尔的时区为UTC+01:00、UTC+02:00（夏令时）。

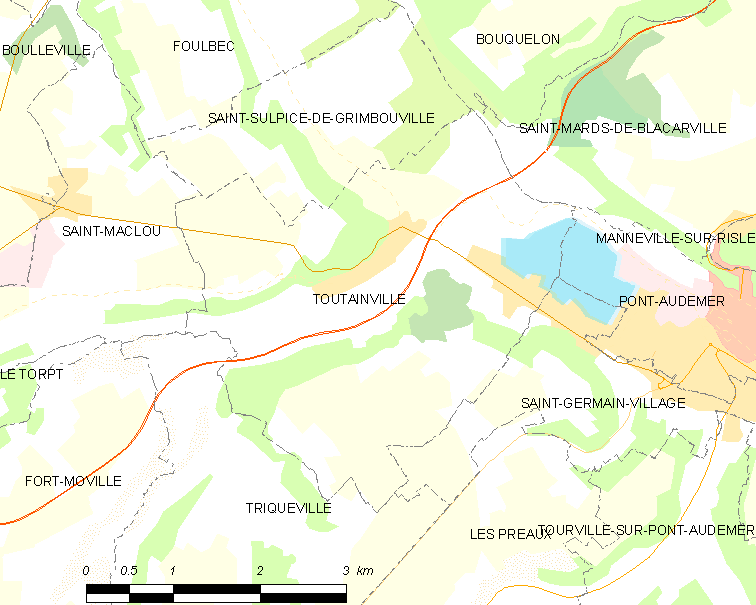
图坦维尔的OSM定位图

## 行政
图坦维尔的邮政编码为27500，INSEE市镇编码为27656。

## 政治
图坦维尔所属的省级选区为蓬托德梅尔县。

## 人口

1962-2008年间图坦维尔人口变化图示

图坦维尔于2022年1月1日时的人口数量为1280人。